# Heerter See und Waldgebiet Heerter Strauchholz
Heerter See und Waldgebiet Heerter Strauchholz ist ein Naturschutzgebiet in der niedersächsischen Stadt Salzgitter.

## Allgemeines
Das Naturschutzgebiet mit dem Kennzeichen NSG BR 061 ist rund 323 Hektar groß. Es beinhaltet das rund 272 Hektar große EU-Vogelschutzgebiet „Heerter See“, das seit 1992 zum europäischen Schutzgebietsnetz Natura 2000 gehört. Das Naturschutzgebiet steht seit dem 20. April 2017 unter Schutz. In ihm ist das zum 29. Oktober 1984 ausgewiesene, rund 272 Hektar große Naturschutzgebiet „Klärteich III bei Salzgitter-Heerte“, das deckungsgleich mit dem EU-Vogelschutzgebiet „Heerter See“ war, aufgegangen. Zuständige untere Naturschutzbehörde ist die Stadt Salzgitter.

## Beschreibung
Das Naturschutzgebiet liegt östlich des Salzgitteraner Stadtteils Gebhardshagen und südlich des Stadtteils Heerte. Es stellt den Heerter See, einen ehemaligen Klärteich, mit seinen Uferzonen und Teilen des südlich angrenzenden Heerter Strauchholzes unter Schutz. Der Heerter See wurde 1951 als Grubenwasser- und als Absetzteich für die Aufnahme des anfallenden Schlammtransportwassers in einem Eichen-Hainbuchenwald (dem Heerter Strauchholz) gebaut. Genutzt wurde er von 1953 bis 1976.
Der Damm des Teiches ist 5,8 km lang, an seiner höchsten Stelle 20 m hoch und an seiner Sohle bis zu 213 m breit. Die von der Erzaufbereitung bei Calbecht eingeleiteten Schlämme wurden durch ein Pumpwerk über eine Ringleitung verteilt. Das Klarwasser wurde aus einem Pumpenhaus am Teich durch eine 500 mm Rohrleitung zur Wiederverwendung in die Aufbereitungsanlage zurückgeführt. Während der Betriebszeit bis zum Oktober 1976 wurden etwa 33 Millionen m³ Erzschlamm abgelagert. Das eingeleitete Wasser war sehr salzhaltig. Der See hatte zeitweise einen Salzgehalt von 20 Promille. Nach dem Ende der Nutzung des Sees sank der Salzgehalt auf mittlerweile 3 Promille. Der Heerter See ist mit den Klärteichen I und II (heute Reihersee) sowie dem Amtsteich in Gebhardshagen über ein Leitungssystem aus der Zeit der Nutzung des Sees als Klärteich verbunden. Über das Rohrleitungssystem wird der See auch heute noch mit Wasser versorgt. Weiteres Wasser fließt dem See durch Oberflächenwasser aus der angrenzenden Feldmark zu, insbesondere auch aus dem im Süden verlaufenden Schlammgraben. Um ein Überlaufen zu verhindern, besteht ein fester Überlauf, über den Wasser in die nördlich des ehemaligen Klärteichs verlaufende Fuhse abgeleitet werden kann.
Die je nach Wasserstand 120 bis 160 Hektar große Wasserfläche ist von einem schlammigen Uferbereich und ausgedehnten Röhrichtzonen umgeben. Durch den See verlief ein Mitteldamm, der 2007 mit einem Graben durchbrochen wurde. An der Verwallung des ehemaligen Klärteiches ist Gehölzaufwuchs zu finden. Im Süden war ein Teil des früheren Waldes in das Naturschutzgebiet einbezogen. Mit der Ausweisung des Naturschutzgebietes „Heerter See und Waldgebiet Heerter Strauchholz“ wurden weitere Teile des Heerter Strauchholzes sowie zwei landwirtschaftlich genutzte Flächen im Südwesten, die zwischen dem Heerter Strauchholz und der Kreisstraße 21 bzw. einem ehemaligen Bahndamm, der nach Nordwesten in die Verwallung des früheren Klärteiches übergeht, in das Schutzgebiet einbezogen. In dem Waldgebiet findet seit 2007 keine forstwirtschaftliche Nutzung mehr statt. Vorherrschende Baumarten sind Eichen, Buchen und Hainbuchen.
Der ehemalige Klärteich hat sich zu einem wertvollen Feuchtgebiet entwickelt und ist Brutbiotop und Rast- und Überwinterungsgebiet für viele Vogelarten. Über 300 Vogelarten konnten im Naturschutzgebiet nachgewiesen werden, darunter über 110 bestandsbedrohte Arten. So kommen u. a. Rohrdommel, Zwergdommel, Wasserralle, Blässhuhn, Tüpfelsumpfhuhn, Rothalstaucher, Haubentaucher, Bartmeise, Teich- und Drosselrohrsänger, Rohrschwirl, aber auch Pirol, Trauerseeschwalbe, Rohrweihe, Rot- und Schwarzmilan sowie die Limikolen, Kiebitz und Grünschenkel vor. Etwa 90 Vogelarten brüten im Naturschutzgebiet. See- und Fischadler nutzen das Gebiet für die Nahrungssuche. Für den Fischadler wurde Anfang 2014 eine Nisthilfe aufgestellt.
Während des Vogelzuges rasten große Trupps Kraniche in den Flachwasserbereichen. Das Gebiet dient auch verschiedenen Enten und Gänsen als Rast- und Überwinterungsgebiet. So wurden Löffel-, Schell-, Spieß-, Krick-, Pfeif-, Knäk-, Schnatter-, Tafel- und Reiherente sowie Grau- und Waldsaatgans beobachtet.
Amphibien sind z. B. durch Seefrosch und Kammmolch vertreten. Auch die Wechselkröte ist hier am westlichen Rand ihres niedersächsischen Verbreitungsgebietes heimisch. Zur Aufwertung des Gebietes als Lebensraum der Wechselkröte wurden u. a. im Winter 2009 Kleingewässer in den Schilfzonen des Heerter Sees geschaffen. Der Heerter See beherbergt große Armleuchteralgenbestände, bei denen die Raue Armleuchteralge dominiert. Die Waldgebiete sind Lebensraum u. a. von Schwarz-, Grau- und Grünspecht sowie Hohltaube.
Um den See verläuft überwiegend auf der innerhalb der Grenzen des Naturschutzgebietes liegenden Verwallung des ehemaligen Klärteiches ein Wanderweg. Am Nord- und Südufer befinden sich Aussichtsplattformen, von denen aus der See eingesehen werden kann, sowie Informationstafeln.
Insgesamt knapp 320 Hektar des Naturschutzgebietes gehören seit Anfang 2007 der gemeinnützigen NABU-Stiftung Nationales Naturerbe, die das Gelände von der Preussag Immobilien GmbH (PSI) geschenkt bekam. Vorher war der See der Stadt Salzgitter zusammen mit weiteren Flächen zum Kauf angeboten worden. Der Rat der Stadt entschied sich 2006 aufgrund der möglichen Belastung des Grund- und Oberflächenwassers und erhöhter Schwermetall- und Borgehalte im Schüttmaterial des Dammkörpers gegen den Kauf. Betreut wird das Naturschutzgebiet von der Ortsgruppe Salzgitter des Naturschutzbunds Deutschland.